# 韦尔坦
韦尔坦（法語：Vertain，法語發音：[vɛʁtɛ̃]）是法国上法蘭西大區北部省的一个市镇，属于康布雷区。

## 地理
韦尔坦（50°12'44"N, 3°31'35"E）面积5.78 平方千米，位于法国上法蘭西大區北部省，该省份为法国最北部的省份及最长的省份，西北濒北海，西接加来海峡省，南至埃纳省和索姆省，东与比利时接壤。
与韦尔坦接壤的市镇（或旧市镇、城区）包括：埃卡永河畔圣马丹、埃卡尔曼、欧西、罗姆里、索莱姆。

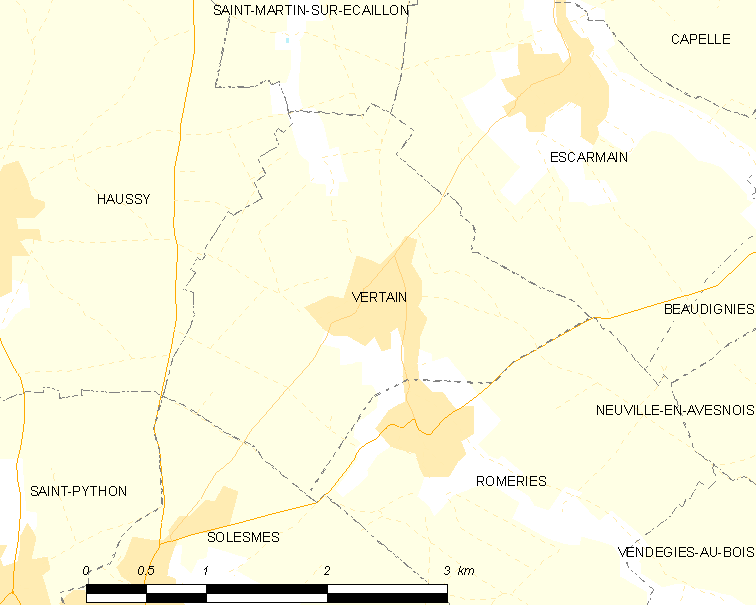
韦尔坦的OSM定位图

韦尔坦的时区为UTC+01:00、UTC+02:00（夏令时）。

## 行政
韦尔坦的邮政编码为59730，INSEE市镇编码为59612。

## 政治
韦尔坦所属的省级选区为科德里县。

## 人口

1962-2008年间韦尔坦人口变化图示

韦尔坦于2022年1月1日时的人口数量为524人。